# 焚燒鋼琴

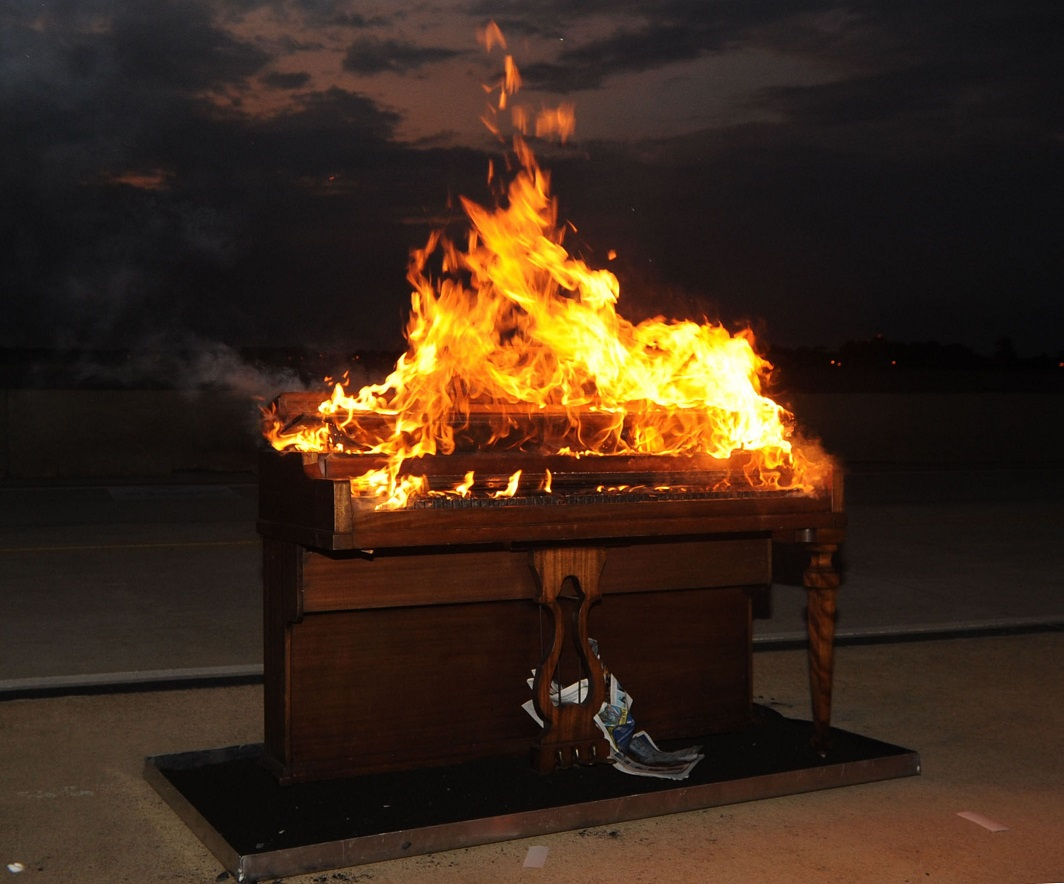
美國蘭利空軍基地舉行鋼琴焚燒儀式，慶祝美國空軍第94戰鬥機中隊成立94週年，2011年8月19日拍攝。

焚燒鋼琴，是一種將原聲鋼琴，通常是將直立式鋼琴點燃火焰的行為，用以作為一種儀式或藝術表演。儘管焚燒鋼琴儀式現在於英國皇家空軍、加拿大皇家空軍和美國空軍中很受歡迎，也在烏克蘭空軍中興起，但很少或沒有證據表明其起源具有歷史真實性。
根據其中一個起源的說法，英國皇家空軍的飛行員點燃鋼琴，是為了逃避進行旨在提高他們靈巧性和整體文化水平的鋼琴課程。另一個說法是，焚燒鋼琴始於第二次世界大戰，以紀念陣亡的英國皇家空軍飛行員。幾位當代音樂家，包括安妮婭·洛克伍德（Annea Lockwood）、山下洋輔和迭戈·斯托科（Diego Stocco），曾在點燃的鋼琴上演奏。2012年，藝術家道格拉斯·戈登（Douglas Gordon）的影像裝置《文明的終結》中，焚燒的鋼琴也是焦點。

## 焚燒鋼琴儀式
在大衛·格萊德希爾的著作《聚焦幻影：航海家眼中的英國冷戰戰士》（The Phantom in Focus: A Navigator's Eye on Britain's Cold War Warrior）一書中，作者記述一次於冷戰期間在德國進行的戰鬥訓練演習，來自英國皇家空軍維爾登拉特皇家空軍基地和布呂根皇家空軍基地的美洲豹攻擊機飛行員之任務是用一枚炸彈摧毀放置在諾德霍恩山脊上的一架鋼琴。由於目標太小，最終演習只有最後一架美洲豹攻擊機成功擊中目標。那天晚上，來自兩個基地的飛行員在維爾登拉特皇家空軍基地燒毀了軍官食堂裡的第二架鋼琴來慶祝。儘管燃燒鋼琴已經自第二次世界大戰以來受到空軍，尤其是英國皇家空軍的歡迎，它的起源未有記錄，並且一直是傳說和數十年故事傳承的主題。
其中最常見的傳說之一可追溯到第一次世界大戰和第二次世界大戰之間的英國皇家空軍，當時在一戰中死亡的飛行員太多，以至於英國皇家空軍被迫從普通平民中選擇飛行員，而不是他們通常偏愛的上層階級家庭。英國皇家空軍試圖教育飛行員有關精緻禮儀和品味的知識，包括鋼琴課程，這被認為可以提高飛行員的文化水平和敏捷性。然而，這些課程在飛行員中非常不受歡迎 。根據這個故事，焚燒鋼琴始於盧查斯皇家空軍基地，那裡唯一的鋼琴意外燒毀，鋼琴課被取消。消息傳開後，越來越多皇家空軍基地的飛行員開始焚燒鋼琴以避免上課。另一個傳說認為，英國皇家空軍焚燒鋼琴始於對陣亡飛行員的致敬。根據《新西蘭先驅報》的報導，二戰期間英國皇家空軍一位會彈鋼琴的飛行員每當其中一位同袍陣亡時，都會為他們彈奏。當他自己在戰鬥中陣亡時，他的戰友們決定「如果他不能再彈鋼琴了，那就沒有人能彈了」，於是把鋼琴拖到外面點燃了。
美國空軍也舉行建基於英國皇家空軍傳統的焚燒鋼琴儀式。2011年，蘭利空軍基地舉行了一場焚燒鋼琴儀式，以慶祝第94戰鬥機中隊成立94周年。西摩·約翰遜空軍基地的第4戰鬥機聯隊每年都會焚燒一架鋼琴，以紀念不列顛空戰；而萬斯空軍基地有時會以焚燒鋼琴來慶祝訓練飛行員的畢業。
雖然焚燒鋼琴儀式主要由英國和美國空軍舉行，但自2004年以來，美國威斯康辛州索克市附近的羅克斯伯里酒館每年都會舉行一次焚燒鋼琴儀式來慶祝夏至。在點燃鋼琴之前，其會先發表一篇悼詞，然後將其殘骸與前幾年焚燒的鋼琴殘骸一起放在酒館的花園中展示。

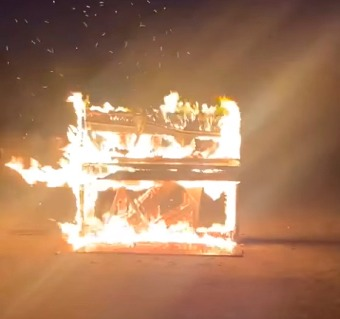
2023年8月26日，烏克蘭空軍為3名在飛機相撞事故中喪生的飛行員：安德烈·皮爾希科夫少校、維亞切斯拉夫·明卡中校和謝爾希·普羅卡津中校舉行焚燒鋼琴儀式。

2023年8月26日，在俄羅斯入侵烏克蘭期間，烏克蘭空軍為3名在飛機相撞事故中喪生的飛行員舉行了一場焚燒鋼琴儀式。其中一名死者，安德烈·皮爾希科夫少校，曾主張將北約的標準和傳統納入烏克蘭，包括焚燒鋼琴以表彰陣亡飛行員。另外兩名飛行員是維亞切斯拉夫·明卡中校和謝爾希·普羅卡津中校。他們的呼號和兩架飛機的尾號被畫在一架鋼琴上，分別是「102 明卡」（L-39M1「102 BLUE」），「普羅卡津」和「107 果汁」（L-39M1「107 BLUE」）。
2023年8月27日，烏克蘭空軍為第831戰術航空旅的飛行員丹尼斯·基里柳克舉行了一場葬禮和焚燒鋼琴儀式，他於2023年3月28日在切爾尼戈夫州執勤時喪生。這場焚燒鋼琴儀式還紀念了第831戰術航空旅的另外兩名飛行員斯捷潘·喬巴努和亞歷山大·奧克桑琴科，他們在2022年俄羅斯入侵烏克蘭的初期中陣亡。根據第831戰術航空旅分享的儀式影片顯示，鋼琴上畫有飛行員的呼號和飛機的尾號，分別是「11 喬巴努」（Su-27S「11 BLUE」），「30 基里柳克」（Su-27S「30 BLUE」）和「100 奧克桑琴科」（Su-27P「100 BLUE」）。

## 焚燒鋼琴的歌曲

### 安妮婭·洛克伍德
1968年，紐西蘭作曲家安妮婭·洛克伍德創作了一首名為《焚燒鋼琴》的作品。樂譜規定演奏者需使用一架無法修復的直立式鋼琴。用作曲家的話來說：
《焚燒鋼琴》應該使用直立式鋼琴，因為當你看著它燃燒時，其結構比三角鋼琴更美麗。這架鋼琴必須始終是一架無法修復的鋼琴，沒有人可以修理，也沒有調音師或重建者可以修復。它必須是一架真正報廢的鋼琴。
她要求演奏者用易燃液體浸泡紙張，點燃它，然後將它放入鋼琴中。她還指定可以附上氣球，並且演奏者可以盡可能長時間地演奏鋼琴。《焚燒鋼琴》是她的《移植鋼琴》系列的一部分，該系列還包括《溺水鋼琴》、《花園鋼琴》和《南方曝光》。
另類嘻哈3人組合樂隊「剪輯」在2019年的專輯《存在對血液的成癮》中演奏了這首作品的版本，作為專輯的結尾曲。

### 山下洋輔
1973年，當日本平面設計師粟津清邀請鋼琴家山下洋輔成為他的短片《燃燒的鋼琴》的主題時，山下首次在燃燒的鋼琴上演奏。35年後，66歲的山下重新觀看了這部電影，並受到啟發重演了這個表演。山下穿著消防員防護制服，在日本西部海灘上的日落時分用燃燒的鋼琴即興演奏。他對這次經歷說：
我當時沒有想到我在冒生命危險，但我幾乎因為不斷進入我的眼睛和鼻子的煙霧而窒息。我決定一直演奏，直到鋼琴停止發出聲音，所以雖然我沒有這個意思，但最終演變成了我和鋼琴之間的生死戰。
山下兩場演出所用的鋼琴都是捐贈的，已有十年歷史的破損鋼琴。

### 迭戈·斯托科
意大利音樂家迭戈·斯托科創作了一首名為《燃燒鋼琴》的作品，它完全由他錄製的燃燒鋼琴的聲音組成。斯托科開始燃燒過程，將丁烷打火機直接對準琴弦，彈奏單音，火焰熄滅後，他用剩下的部分來演奏。

### 邁克爾·漢南
澳大利亞音樂家邁克爾·漢南（Michael Hannan）的作品常常涉及對經過某種方式改變的鋼琴以進行編排，包括將其點燃。他於2003年創作的《燃點問題》是一個無線電音作品，由澳洲國家廣播電台委託，探討「自我毀滅音樂的文化政治」，其中包括燃燒的三角鋼琴的聲音（放置了一個麥克風在內部）、觀眾的反應、以及在將鋼琴點燃之前，漢南在鋼琴上演奏貝多芬的《月光奏鳴曲》。根據漢南的說法：
燒毀鋼琴的行為（……）會引起觀眾強烈的情感反應。我對觀眾的反應越來越感興趣，而不僅僅是對鋼琴本身所發出的聲音。
這個作品的基礎是在1999年10月2日於新南威爾斯州的貝林根舉行的焚燒鋼琴活動。作曲家巴里·科寧厄姆（Barry Conyngham）是焚燒現場的觀察者之一，他曾說他覺得「焚燒一個完好無缺的麥克風比焚燒一架鋼琴更具犧牲之意。」

### 蕭敬騰
台灣流行歌手蕭敬騰於2008年在歌曲《收藏》的音樂錄影帶中彈奏燃燒的鋼琴，然而音樂錄影帶拍攝地點位於生態保育區高美濕地，引發有關破壞環境的輿論爭議，最終被台中縣環保局依違反《空氣污染防治法》裁罰10萬元。

## 焚燒鋼琴的視覺藝術

### 阿爾曼
對樂器的破壞（通常是用火）是法國裔美國藝術家阿爾曼（Arman）作品中反復出現的主題。他最著名的兩部涉及焚燒鋼琴的作品是1965年的《尼祿的鋼琴》和1966年的《火焰鋼琴》。《火焰鋼琴》的燃燒發生在阿爾曼在尼斯的工作室屋頂上，並由法國導演傑拉德·帕特里斯（Gérard Patris）拍攝成紀錄片，後來在法國國家電視台播出。與他其他被燒毀的樂器作品一樣，包括小提琴、大提琴和吉他在內，焦黑的殘骸隨後被安裝在面板上或被封裝在有機玻璃中。阿爾曼最早的一件鋼琴毀壞作品是他1962年在瑞士格施塔德的薩卡拉畫廊上演出的《肖邦的滑鐵盧》。在那個場合，藝術家沒有燃燒鋼琴，而是用斧頭把它劈成了碎片。

### 鹽田千春
日本藝術家鹽田千春的一些裝置藝術作品中，有一架鋼琴被她點燃，然後用焦黑的殘骸展示在黑線裝置中。在2011年MONA FOMA藝術節上，鹽田在塔斯曼尼亞州荷伯特的一條街上點燃了這架鋼琴。根據鹽田的說法，靈感來自於她童年時看到鄰居家在夜裡被燒毀的廢墟中一架焦黑鋼琴。

### 道格拉斯·戈登
蘇格蘭藝術家道格拉斯·戈登的2012年錄像裝置作品《文明的終結》以一架燃燒的三角鋼琴為中心，放置在蘇格蘭和英格蘭邊界坎布里亞郡孤立的景觀中。據戈登所說：
鋼琴對我來說開始代表了西方文明的最終象徵。它不僅是一種樂器，還是一個作為雕塑的美麗物體，但它有另一個完全不同的功能。
作品由多個螢幕同時播放，其中包含了一架燃燒的三角鋼琴的特寫鏡頭，從點燃到化為灰燼，並與一個360度全景鏡頭的第二部影片交錯呈現，該影片拍攝了鋼琴周圍的英蘇邊界景觀。作品於2012年7月在泰恩劇院和歌劇院首映後，參加了2012年倫敦藝術節，並以道格拉斯·戈登回顧展的一節在以色列特拉維夫巡迴展出，隨後在意大利威尼斯、美國紐約和德國柏林放映。

## 進一步閱讀
- Hope, Cat and Marshall, Jonathan (2006). "A New Historicism? Sound, Music, and Ruined Pianos" （页面存档备份，存于）. Sound Scripts: Proceedings of the inaugural Totally huge New Musical Festival Conference 2005. Vol. 1, pp. 2–8. Retrieved 2015-04-22.

## 外部鏈接
- Piano Transplants （页面存档备份，存于） on the official website of Annea Lockwood
- Video （页面存档备份，存于） of Yōsuke Yamashita playing a burning piano on the beach of Shika, Ishikawa, 8 March 2008
- Omnisphere sample library （页面存档备份，存于） with multiple pieces by Diego Stocco, including a segment from Burning Piano (official website of Spectrasonics)
- Douglas Gordon: The End of Civilisation （页面存档备份，存于） with stills and video excerpts from the film on the website of Great North Run Culture who commissioned the work
- Images of Arman's burnt piano works Piano de Néron （页面存档备份，存于） and  Piano Flamboyant （页面存档备份，存于） on arman-studio.com